# Vojna obaveza
Vojna obaveza je obavezno prijavljivanje ljudi u vojnu službu. Vojna obaveza datira još od antike i nastavlja se u nekim zemljama do današnjih dana pod raznim imenima. Savremeni sistem skoro univerzalne vojne obaveze za mladiće potiče iz doba Francuske revolucije 1790-ih, gde je postao osnova veoma velike i moćne vojske. Većina evropskih država kasnije je kopirala sistem u mirnodopsko vreme, tako da bi muškarci određenog uzrasta služili 1—8 godina na aktivnoj dužnosti, a potom bivali prebačeni u rezervne snage. Vremenski period tokom kojeg su vojni obveznici dužni služiti u oružanim snagama naziva se vojni rok.
Vojna obaveza je kontroverzna iz više razloga, uključujući prigovor savesti na vojne angažmane na verskim ili filozofskim osnovama; politički prigovor, na primer, služenje omraženoj vladi ili u nepopularnom ratu; i ideološki prigovor, na primer, na spoznajno kršenje prava pojedinca. Vojni obveznici ponekad mogu da izbegnu službu napuštanjem zemlje, i traženjem azila u drugoj zemlji. Neki sistemi odabira prihvataju ove stavove pružajući alternativnu službu izvan uloga borbenih dejstava ili čak izvan vojske, kao što je Siviilipalvelus (alternativna državna služba) u Finskoj, Zivildienst (mandatorni društveni rad) u Austriji i Švajcarskoj. Nekoliko zemalja regrutuje muške vojnike, ne samo za oružane snage, već i za paravojne agencije, koje su namenjene samo policijskim službama kao što su unutrašnje trupe, graničari ili neborbene službe spašavanja poput civilne zaštite.
Od ranog 21. veka, mnoge države više ne sprovode vojnu obavezu, već se umesto toga oslanjaju na profesionalnu vojsku sa volonterima. Mogućnost oslanjanja na takav aranžman, međutim, pretpostavlja određeni stepen predvidljivosti u pogledu zahteva za vođenje rata i obima neprijateljstava. Mnoge države koje su ukinule vojnu obavezu, još uvek zadržavaju pravo da nastave sa sprovođenjem vojne obaveze u vreme rata ili u doba krize. Države uključene u ratove ili međudržavna rivalstva su najsklonije primeni vojne obaveze. Postoji manja verovatnoća da demokratska država pristupi sprovođenju vojne obaveze u odnosu na autokratsku. Bivše britanske kolonije imaju manju verovatnoću da sprovedu vojnu obavezu, jer na njih utiču britanske norme protiv vojne obaveze koje su ustaljene od vremena Engleskog građanskog rata.

## Vojna obaveza u Srbiji
Služenje vojne obaveze u Srbiji je do 2011. bilo obavezno za sve vojno sposobne punoletne muškarce. Vojna obaveza pod oružjem ili bez oružja trajala je 6 meseci, dok je civilna služba trajala 9 meseci.
Regrutacija se obavlja u kalendarskoj godini kada regrut navršava 19 godina, a najkasnije u kalendarskoj godini kad puni 27 godina. U izuzetnim okolnostima, regrut se može uputiti na vojnu obavezu do kalendarske godine u kojoj puni 30 godina.
Odlukom Narodne skupštine Republike Srbije, obavljanje vojne obaveze je obustavljeno 1. januara 2011. godine. Od 2018. godine se spekuliše o prekidu obustavljanja vojne obaveze, sa polemikama o produženju ili skraćivanju perioda vojne obaveze.

## Argumenti protiv regrutacije

### Seksizam
Aktivisti za ljudska prava, feministkinje, i protivnici diskriminacije muškaraca‍:102 su kritikovali vojnu obavezu, ili obaveznu vojnu službu, kao seksističku. Nacionalna koalicija za muškarce, grupa za prava muškaraca, tužila je američki Sistem selektivne službe 2019. godine, što je dovelo do toga da ga je savezni sudija SAD proglasio neustavnim. Mišljenje sudije federalnog distrikta jednoglasno je poništeno od strane američkog Apelacionog suda za 5. krug. U septembru 2021, Predstavnički dom usvojio je godišnji Zakon o odobrenju odbrane, koji je uključivao amandman koji kaže da „svi Amerikanci između 18 i 25 godina moraju da se registruju za selektivnu službu“. Ovim je uklonjena reč „muško” koja proširuje potencijalni nacrt na žene; međutim, amandman je uklonjen pre nego što je usvojen Zakon o ovlašćenjima za državnu odbranu.
Feministkinje su tvrdile da je vojna obaveza seksistička jer ratovi služe interesima onoga što one vide kao patrijarhat, vojska je seksistička institucija, regruti su stoga indoktrinirani u seksizmu, a regrutacija muškaraca normalizuje nasilje muškaraca kao društveno prihvatljivo. Feministkinje su bile organizatorke i učesnice otpora regrutaciji u nekoliko zemalja.

## Literatura
- Burk, James (April 1989). "Debating the Draft in America," Armed Forces and Society p. vol. 15: pp. 431–48.
- Challener, Richard D (1955). The French theory of the nation in arms, 1866–1939. New York, Columbia University Press.
- Chambers, John Whiteclay (1987). To Raise an Army: The Draft Comes to Modern America. Free Press. ISBN 978-0-02-905820-6.
- Fitzpatrick, Edward (1940). Conscription and America: A Study of Conscription in a Democracy. Richard Publishing Company. ASIN B000GY5QW2.
- Flynn, George Q. (1998). „Conscription and Equity in Western Democracies, 1940-75”. Journal of Contemporary History. 33 (1): 5—20. JSTOR 260994. doi:10.1177/003200949803300101.
- Flynn, George Q. (2001). Conscription and Democracy: The Draft in France, Great Britain, and the United States. Greenwood. стр. 303. ISBN 0-313-31912-X.
- Kestnbaum, Meyer (oktobar 2000). „Citizenship and Compulsory Military Service: The Revolutionary Origins of Conscription in the United States”. Armed Forces & Society. 27: vol. 27: pp. 7–36. doi:10.1177/0095327X0002700103.
- Levi, Margaret (1997). Consent, Dissent and Patriotism. New York: Cambridge University Press. ISBN 978-0-521-59961-0.. Looks at citizens' responses to military conscription in several democracies since the French Revolution.
- Linch, Kevin (2012). Conscription. Mainz: Institute of European History (IEG).
- Krueger, Christine, and Sonja Levsen, eds. War Volunteering in Modern Times: From the French Revolution to the Second World War (Palgrave Macmillan 2011)
- Leander, Anna (jul 2004). Drafting Community: Understanding the Fate of Conscription. Armed Forces & Society. стр. vol. 30: pp. 571–99. Архивирано из оригинала 01. 06. 2009. г. Приступљено 13. 10. 2019.
- MacLean, Alair. The Privileges of Rank: The Peacetime Draft and Later-life Attainment. date= July 2008. стр. vol. 34: pp. 682–713. Архивирано из оригинала 31. 03. 2009. г. Приступљено 13. 10. 2019.
- Mjoset, Lars; Van Holde, Stephen, ур. (2002). The Comparative Study of Conscription in the Armed Forces. Amsterdam: JAI Press/Elsevier Science Ltd. стр. 424. ISBN 9780762308361.
- Nau, Terry L. (2013). „Chapter 1: Draft Bait”. Reluctant Soldier... Proud Veteran: How a cynical Vietnam vet learned to take pride in his service to the USA. Leipzig: Amazon Distribution GmbH. стр. 1–12. ISBN 9781482761498. OCLC 870660174.
- Pfaffenzeller, Stephan (2010). „Conscription and Democracy: The Mythology of Civil— Military Relations”. Armed Forces & Society. 36 (3): 481—504. S2CID 145286033. doi:10.1177/0095327X09351226. http://afs.sagepub.com/content/36/3/481.abstract
- Sorensen, Henning (januar 2000). „Conscription in Scandinavia During the Last Quarter Century: Developments and Arguments”. Armed Forces & Society. 26 (2): vol. 26: pp. 313–34. doi:10.1177/0095327X0002600207.
- Stevenson, Michael D. (2001). Canada's Greatest Wartime Muddle: National Selective Service and the Mobilization of Human Resources during World War II. McGill-Queen's University Press. стр. 235. ISBN 0-7735-2263-8.